# Casa di Cristoforo Colombo (Cogoleto)
La casa di Cristoforo Colombo in Cogoleto è un edificio indicato come luogo di nascita di Cristoforo Colombo dagli storici che ritengono che il Grande Navigatore sia nato a Cogoleto.

## Descrizione e storia dell'edificio

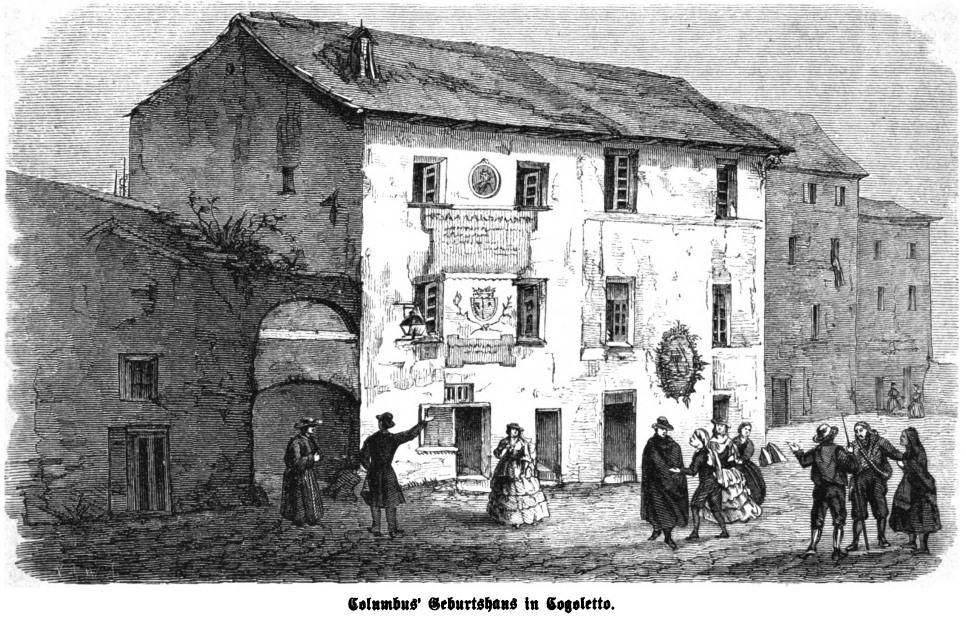
Raffigurazione ottocentesca della casa di Colombo

Da una copia del 1586 del testamento di Domenico Colombo, padre di Cristoforo, risulta che la casa della famiglia fosse ubicata nell'allora "contrada del Caroggio"; il testamento ufficiale risalirebbe al 1449, ma il documento andò successivamente perso. Detta contrada venne più volte rinominata nel corso del tempo: dapprima in contrada della Giuggiola, successivamente in via Cristoforo Colombo in onore del navigante ed infine nell'attuale via Rati.
Da sempre è stata indicata senza esitazioni, senza ricerche topografiche o ricostruzioni varie, presso la fortificazione che sino al XIX secolo proteggeva la cittadina. La conformazione perimetrale dei muri, delle volte e dalle aperture presenta ancora oggi le caratteristiche di un'antica costruzione. Alla sinistra dell'edificio era un tempo presente un vico, ribattezzato con il nome di Cristoforo Colombo, visibile nelle illustrazioni d'epoca, ora chiuso e mimetizzato con le altre case. L'edificio fu abitato dalle famiglie Colombo che, stando ai documenti di Cogoleto, discendevano dal grande navigatore. Esse erano dedite in particolar modo alla navigazione sin dalla prima metà del Quattrocento.
Uno dei discendenti, il sacerdote Antonio Colombo, orgoglioso dei suoi avi, nel 1650 fece riparare e restaurare la casa e compose un'epigrafe poetica che fu dipinta sulla facciata:

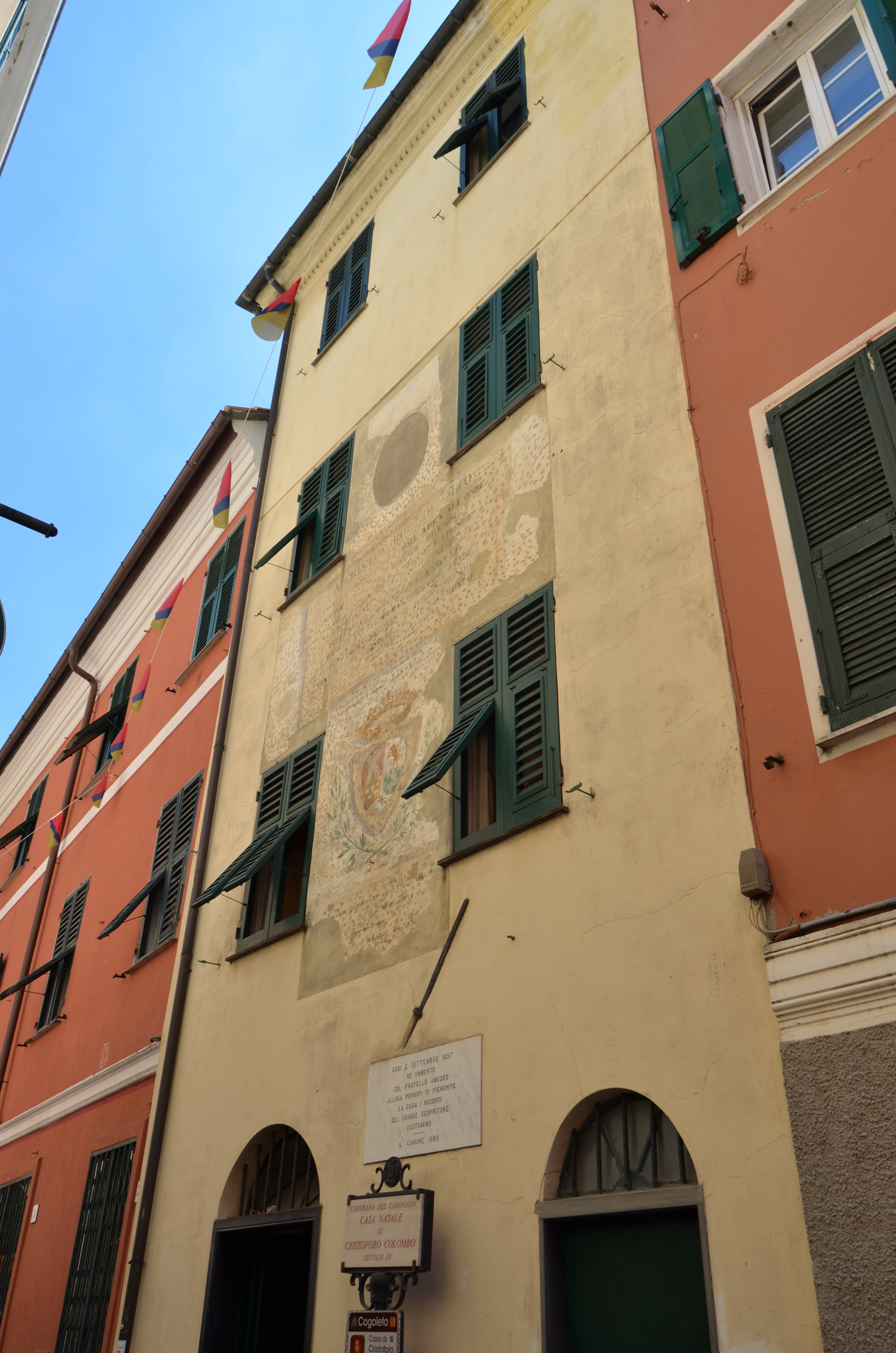
La casa oggi

Inoltre fece dipingere, in alto sopra l'epigrafe, un'effigie di Cristoforo Colombo ricavata da una tela che si conserva ancora oggi nel palazzo comunale. La paternità dell'opera originale è stata attribuita da Achille Neri e dalla Soprintendenza alle Opere d'Arte della Liguria (in seguito al restauro del 1956 da essa curato) al pittore del XVII secolo Giovanni Battista Croce, allievo poco conosciuto di Giovanni Andrea Ferrari, ma ammettono che potrebbe essere più antico, della fine del Cinquecento. Su richiesta dal sindaco di Cogoleto, la Soprintendenza rilasciò infatti le seguenti note sul ritratto:
Della Cella, nella descrizione del Mandamento di Varazze del 1820, a proposito di Cogoleto, ricorda che l'antico quadro che ritrae il "Grande navigatore" trova sistemazione presso la sala del Consiglio Comunale, ma che esso era già conservato da epoca imprecisata nella casa parrocchiale.
Mentre venivano effettuati i lavori di restauro, il 17 aprile 1654 Antonio Colombo compilò un albero genealogico della sua famiglia ricavando le informazioni dai documenti degli avi e lo depositò presso le autorità del luogo.
Un insigne latinista dell'Ottocento, Faustino Gagliuffi aggiunse alla facciata un'altra celebre epigrafe:
Orbe viro majori; Heu! Nimis arcta Domus.

Unus erat Mundus; Duo sunt, ait Iste: fuere»
Pel maggior degli Eroi troppo ristretto!

Uno era il mondo: due disse costui. E due furono»
La casa successivamente fu innalzata di un piano. Infatti, inizialmente si presentava come un'abitazione di soli due piani rialzati al terraneo della strada, come la maggior parte degli edifici presenti nel nucleo abitativo del paese. Oltre il piano di lavoro erano presenti due piani sovrapposti con tre locali ciascuno.
L'edificio fu restaurato nel 1872 a cura della municipalità locale per i troppi segni d'asportazione nei muri a causa dei viaggiatori che volevano portare a casa una testimonianza dell'edificio visitato. In seguito, poiché le iscrizioni e l'effigie di Colombo risultavano stinte, su iniziativa dell'amministrazione comunale e con il generoso contributo dei cogoletesi emigrati nelle Americhe ebbe un ulteriore restauro nel 1952.
In questa abitazione furono redatti due atti di notevole importanza nella questione colombiana:
- il testamento di Domenico Colombo fu Giovanni, padre di Cristoforo, datato 1449, legalizzato dal notaio Agostino Chiodo di Varazze alla presenza di sette testimoni non appartenenti alla famiglia dei Colombo. Il 24 ottobre 1586 Antonio Chiodo, successore del sopraccitato notaio, ne curò la ristesura. Nell'archivio comunale di Cogoleto, essendo andata persa l'originale, è conservata questa autentica del testamento.
- atto di procura assunto dal cosmografo e navigatore Bartolomeo Colombo, fratello di Cristoforo datato 5 settembre 1482. Porta il sigillo del notaio Conreno Verdino di Varazze per conto e in rappresentanza del concittadino notaio Bartolomeo Mirono e fu redatto nell'androne terraneo in presenza dei testi Andrea Tessorio fu Oberto e Geronimo Balbo. Riporta che Domenico Colombo non è più in vita e dichiara la sua lontananza del fratello Cristoforo che si trova in Spagna.

## Uno stemma riscoperto
Uno stemma della famiglia Colombo, diverso da quello abitualmente conosciuto, fu pubblicato dal quotidiano La Stampa di Torino il 9 ottobre 1929 e riportato dal Codice delle Famiglie di Genova e loro origini con il seguente commento:

## Le visite
La casa fu luogo di visita da parte di molti personaggi di rilievo internazionale. In particolare vennero per visitare la casa del navigatore personaggi illustri quali Horace-Bénédict de Saussure nel 1794, Alexandre Dumas nel 1841, Henry Halford nel 1869, Federico III di Germania quando era ancora principe (prima di diventare Imperatore tedesco), Józef Ignacy Kraszewski e molti viaggiatori provenienti da tutto il mondo.
Alfred Tennyson ricorda il suo soggiorno a Cogoleto in una sua opera evocando Cristoforo Colombo:
(Alfred Tennyson, The Daisy)
Maria Konopnicka, venuta in Italia in occasione delle celebrazioni colombiane del 1892 nella visita a Cogoleto descrisse in questo modo suggestivo la casa natale di Colombo:
L'11 ottobre 1847 una rappresentanza della Marina Militare nordamericana comandata dal commodoro Reed celebrò l'anniversario della scoperta a Cogoleto; dopo aver gettato le ancore e aver fatto sparare le salve d'artiglieria in onore di Cristoforo Colombo e del suo luogo natale visitò la casa, ed espresse il desiderio di portare in America con sé la porta dell'abitazione per ricordare la giornata. Il 16 ottobre dello stesso anno, lo streamer statunitense Princeton, comandato dal capitano Engle e con a bordo il console statunitense Edward Lester, approdò nella baia a visitare la casa natale di Colombo. Vennero sparati dallo streamer nove colpi di cannone a salve durante l'approdo e la partenza della nave. Al termine, la visita si concluse a Genova con brindisi di evviva all'Augusto Re Carlo Alberto, e a Santità Pio IX, all'Italia, a Cristoforo Colombo ed a Vincenzo Gioberti..
Dopo che gli Accademici, al termine di una lunga disputa, affermarono che solamente Cogoleto poteva avere l'onore di vantarsi di aver dato i natali a Cristoforo Colombo i Principi di Casa Savoia Umberto e Amedeo furono inviati dai sovrani d'Italia il 2 settembre 1857 a rendere omaggio alla storica dimora.
Al giorno d'oggi la casa non è visitabile al suo interno ma è solamente visibile dall'esterno.